# Lost (Dead by April-låt)
Lost är Dead by Aprils nionde singel. Den är den tredje ifrån det andra studioallbumet Incomparable. Singeln omfattar utifrån låten "Lost" även en exklusiv tyngre mix av låten "Promise Me". Utgivningen skedde av skivbolaget Spinefarm, och singeln är en bonus för den Engelska marknaden. Den släpptes den 19 september 2011.
Digital singel
| Nr | Titel                    | Kompositör                   | Längd |
| -- | ------------------------ | ---------------------------- | ----- |
| 1. | Lost                     | Pontus Hjelm/Jimmie Strimell | 3:35  |
| 2. | Promise Me (Heavier Mix) | Pontus Hjelm                 | 3:32  |

## Banduppsättning
Dead By April
- Jimmie Strimell - Sång
- Zandro Santiago - Sång
- Marcus Wesslén - Elbas
- Alexander Svenningson - Trummor

Extra musiker
- Pontus Hjelm - Gitarr, keyboard